# Niedenzuella leucosepala
Niedenzuella leucosepala là một loài thực vật có hoa trong họ Malpighiaceae. Loài này được (Griseb.) W.R. Anderson mô tả khoa học đầu tiên năm 2006.